# 蒙羅維亞 (印第安納州)
蒙羅維亞（英語：Monrovia）是一個位於美國印第安納州摩根縣的城鎮。

## 人口
根據2010年美國人口普查的數據，蒙羅維亞的面積為4.65平方千米，當中陸地面積為4.65平方千米，而水域面積為0.00平方千米。當地共有人口1063人，而人口密度為每平方千米229人。